# Purple Haze
Purple Haze è un brano musicale e singolo scritto ed interpretato da Jimi Hendrix, pubblicato nel 1967, e poi inserito nell'album d'esordio Are You Experienced, nella versione americana e canadese.

## Il singolo

### Produzione
Il brano Purple Haze, secondo quanto dichiarato dal produttore della band Chas Chandler, nasce per caso nel back-stage del club Upper Cut Club, dove Hendrix incominciò a suonare il riff di chitarra di Purple Haze. Dopo averlo ascoltato, Chandler suggerì a Hendrix di scrivere dei testi per quel riff di chitarra, insomma di trasformarlo in una canzone vera e propria. Secondo alcuni il testo della canzone fu scritto proprio nel camerino del Upper Cut Club. Il testo originale della canzone secondo alcune dichiarazioni di Chandler non è mai stato alterato in alcun modo, mentre Hendrix dichiarò che il testo originale della canzone era molto più lungo ed articolato. Il brano fu registrato per la prima volta negli studi della De Lane Lea Studios nel 1966 e negli studi della Olympic Records nel 1967.

### Pubblicazione
Il singolo venne pubblicato nel Regno Unito dalla Track Records il 17 marzo del 1967, in vinile da 7". Negli Stati Uniti è la Reprise Records a pubblicare il singolo, il 23 agosto del 1967. Nel resto dell'Europa e la Polydor Records, la quale nel 1968 lo pubblica anche in Giappone in vinile da 7" e in 45 RPM. In Francia il singolo verrà pubblicato solamente nel 1980 sempre dalla Polydor. In Inghilterra il singolo entra in classifica al 39º posto, per poi risalire fino al 3º posto e restare nella chart per ben quattordici settimane. Negli States il singolo raggiunge il 65º posto, restando in classifica per otto settimane. In Austria il singolo raggiunse il 7º posto, mentre in Norvegia si piazzò al 17º posto.

### L'album
In un'intervista del 1969 per la rivista New Musical Express Jimi Hendrix dichiarò che il titolo Purple Haze, letteralmente "foschia viola", ed il testo del brano nacquero da un sogno che egli fece, nel quale camminava sul fondo del mare, e quindi smentì qualsiasi riferimento a sostanze stupefacenti. Infatti l'opinione pubblica interpretò il brano come un chiaro riferimento a qualche tipo di sostanza stupefacente. Ci sono in effetti due tipi di droga chiamati "purple haze", un genere di LSD e una varietà di marijuana. Un verso in particolare può far pensare a quei riferimenti e cioè, excuse me while I kiss the sky, "scusami mentre bacio il cielo", poiché to kiss the sky è un diffuso eufemismo per riferirsi agli effetti della cannabis. Altri invece pensarono che l'espressione "purple haze" poteva trattarsi di una citazione dal romanzo Notte di Luce di Philip José Farmer, che Hendrix stava leggendo nello stesso periodo in cui scrisse il brano.

### Premi e Successi
Nel 2005 il mensile britannico Q giudica Purple Haze come il brano con i migliori arrangiamenti di chitarra della storia della musica rock. La rivista statunitense Rolling Stone nel 2003 colloca il brano al 17º posto della sua celebre classifica dei migliori brani musicali di tutti i tempi, "The 500 Greatest Songs of All Time". Nel 2008 il canale televisivo-musicale australiano Max, piazza il brano al 17º posto della loro classifica Rock Songs: Top 100.
Purple Haze venne utilizzata in diversi film, serie tv, pubblicità, ecc. La canzone viene utilizzata:
- Nel film Nice Dreams del 1981, un paziente di colore di un istituto psichiatrico, vestito come Hendrix, canta una parodia della versione di Purple Huze, dove al posto della frase "excuse me while I kiss the sky" il paziente canta "scuse me while I eat this fly".
- Nel film Masters Of The Universe del 1987, la canzone viene inserita nella colonna sonora del film.
- Nel film Risvegli del 1990, un dottore usa la canzone per risvegliare un paziente catatonico.
- In una pubblicità della Pepsi durante il Super Bowl del 2004, si vede Jimi Hendrix ragazzino indeciso tra un distributore di Pepsi Soda ed uno di Coca-Cola. Sceglie la Pepsi, apre la bottiglietta, e, mentre beve, il suo occhio cade su una chitarra elettrica in una vetrina accanto al distributore e il famoso riff di Purple Haze comincia a suonare nella sua testa. Intanto dà un'occhiata al distributore automatico di Coca-Cola sull'altro lato della strada con accanto un negozio di fisarmoniche, il riff di apertura si sente di nuovo, suonato con la fisarmonica e compare la scritta: "Beh! Per un pelo!".
- I giochi di calcio della East Carolina University si aprono quasi sempre con Purple Haze.

### Curiosità
- Il titolo del brano è anche il nome di un potere Stand di Fugo Pannacotta, uno dei comprimari della quinta parte del manga e anime Le bizzarre avventure di JoJo: Vento Aureo. L'autore, Hirohiko Araki, in più interviste ha confermato di essere un grande appassionato di musica occidentale.
- Il titolo originale della canzone era Purple Haze, Jesus Saves;
- Un fraintendimento "storico" è quello della frase Now excuse me while I kiss the sky fraintesa con Now excuse me while I kiss this guy. Lo stesso Hendrix a volte ha giocato con questa storia, cantando il verso sbagliato in concerto, e lo si può sentire chiaramente in Voodoo Child: The Jimi Hendrix Collection dove egli canta di proposito la frase sbagliata;
- Esistono numerose cover di Purple Haze, tra le quali una versione di Ozzy Osbourne durante il concerto Moscow Music Peace Festival del 1989 a Mosca, e quella di Frank Zappa durante il live The Best Band You Never Heard in Your Life del 1991;
- Davide Van De Sfroos rende omaggio a Jimi Hendrix e alla canzone nel suo brano Il camionista Ghost Rider presente nell'album Yanez;
- Il chitarrista dei Red Hot Chili Peppers, John Frusciante, ha affermato in un'intervista di aver preso ispirazione da Purple Haze per scrivere il brano Dani California.
- Il compositore di musica Nobuo Uematsu ha dichiarato che la sua composizione One Winged Angel, del gioco Final Fantasy VII, è molto influenzata da Purple Haze.
- In un episodio dei Simpsons, Homer dice la famosa frase "Now excuse me while I kiss the sky" (Ora scusami mentre bacio il cielo).
- La canzone è stata inserita nel gioco Guitar Hero World Tour.
- La strofa "'Scuse me while I kiss the sky" si può vedere scritta nella camera da letto delle ragazze all'Hendrix's alma mater della Garfield High School a Seattle, Washington.

## Tracce
Lato A
- Purple Haze - 2:51

Lato B
- 51th Anniversary - 3:16

## Formazione
- Jimi Hendrix - voce e chitarra
- Noel Redding - basso
- Mitch Mitchell - batteria